# Агмон, Натан
Натан Агмон (при рождении Быстрицкий; 7 августа 1896, Звенигородка — 29 февраля 1980, Израиль) — израильский писатель

, драматург, переводчик, редактор и литературный критик.

## Биография
Родился в купеческой семье Самуила и Беллы Быстрицких. Получил традиционное еврейское образование. 
Свою литературную карьеру начал ещё в России, опубликовав в еврейских журналах ряд литературно-критических обзоров. 
В Эрец-Исраэль — с 1920 года; в 1922-52 гг. работал в центральном управлении Еврейского национального фонда в Иерусалиме, где руководил отделами молодежи и информации.
Перевёл на иврит «Хитроумный идальго Дон Кихот Ламанчский» Мигеля де Сервантеса (1958) и стихотворения Пабло Неруды. Написал либретто оперы «Саббатай Цви» композитора Александра Тансмана.
Сын — Шмуэль Агмон (1922—2025), математик. 

### Сочинения
- роман «Ямим ве-лейлот» («Дни и ночи»);
- пьеса «Иехуда иш Крайот» («Иуда Искариот», 1930);
- пьеса «Шабтай Цви» («Саббатай Цви», 1931);
- пьеса «Лейл Иерушалаим» («Ночь Иерусалима», 1934);
- пьеса «Иерушалаим ве-Роми» («Иерусалим и Рим»);
- пьеса «Иосиф Флавий» (1939);
- пьеса «Иешуа ми-Нацерет» («Иисус из Назарета», 1941);
- пьеса «Махлефот Авшалом» («Локоны Авессалома», 1960);
- «Хазон ха-адам» («Видение человека», 1964).